# Murathan Muslu

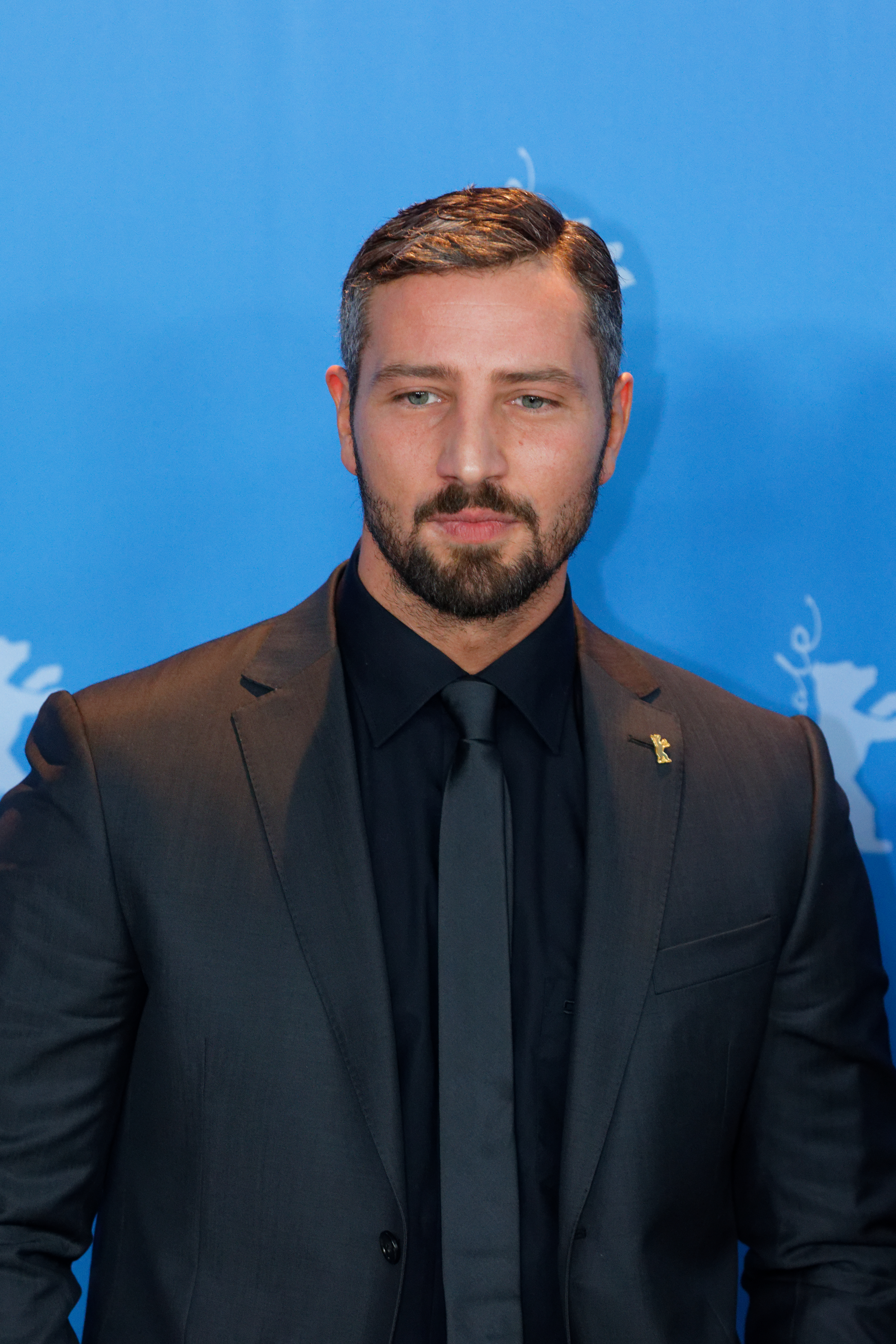
Murathan Muslu, 2017

Murathan Muslu (* 7. November 1981 in Wien) ist ein österreichischer Schauspieler. Unter dem Künstlernamen Aqil ist er Mitglied der österreichischen Hip-Hop-Gruppe Sua Kaan.

## Leben
Geboren und aufgewachsen ist Muslu im Wiener Bezirk Ottakring als Sohn eines türkischen Ehepaares. 1996 gründete er unter dem Künstlernamen Aqil mit Mevlut Khan die Gruppe Sua Kaan, die 2010 mit dem Album Aus eigener Kraft einen Erfolg feiern konnte und dafür für den Amadeus Austrian Music Award nominiert wurde.
Im Jahr 2011 wurde er erstmals als Schauspieler im Film Papa von Umut Dağ tätig. Dieser gewann auf der Diagonale in Graz den Preis für den besten Kurzspielfilm. Ein Jahr darauf war er im Film Kuma zu sehen, der unter anderem im Rahmen der Berlinale 2012 als Eröffnungsfilm der Kategorie Panorama aufgeführt wurde. Ende 2012 drehte er mit Harald Krassnitzer und Adele Neuhauser den Wiener Tatort-Film Angezählt. Für seine Darstellung des Ertan in Umut Dağs Risse im Beton wurde er 2014 beim Filmkunstfest Mecklenburg-Vorpommern und beim Österreichischen Filmpreis 2015 jeweils als bester Darsteller ausgezeichnet.

## Filmografie
- 2011: Papa
- 2012: Kuma
- 2012: Das Pferd auf dem Balkon
- 2013: Tatort: Angezählt
- 2013: Polizeiruf 110: Der Tod macht Engel aus uns allen
- 2013: Blutgletscher
- 2013: Covert Affairs
- 2014: Alarm für Cobra 11 – Die Autobahnpolizei – Familienfest
- 2014: Tatort: Kopfgeld
- 2014: Risse im Beton
- 2015: Leberkäseland
- 2016: Tatort: Der große Schmerz
- 2016: Tatort: Rebecca
- 2016: Tschiller: Off Duty (Tatort-Kinofilm)
- 2016: Helen Dorn – Gefahr im Verzug
- 2017: Die Hölle
- 2017: Wilde Maus
- 2017: Schnell ermittelt (mehrere Folgen)
- 2017: Anna Fucking Molnar
- 2017: Keine zweite Chance (Fernseh-Zweiteiler)
- 2017: Das deutsche Kind
- 2018–2019: CopStories (Fernsehserie)
- 2018: Kommissarin Heller – Vorsehung
- 2018–2022: Vorstadtweiber (Fernsehserie)
- 2018: Carneval – Der Clown bringt den Tod
- 2018: Tatort: Tollwut
- 2018: Nachtschicht – Es lebe der Tod (Fernsehreihe)
- 2019: M – Eine Stadt sucht einen Mörder (Fernsehserie)
- 2019: 8 Tage (Fernsehserie)
- 2019: Der gute Bulle: Friss oder stirb
- 2019: 7500
- 2019: Pelikanblut
- 2019: Skylines (Fernsehserie)
- 2020: Nicht tot zu kriegen (Fernsehfilm)
- 2020: Cortex
- 2021: Hinterland
- 2021: Am Anschlag – Die Macht der Kränkung (Fernsehserie)
- 2022: Barbaren (Fernsehserie)
- 2024: Sisi (Fernsehserie)
- 2024: Der Millionen Raub (Fernsehfilm)
- 2024: Vienna Blood – Mephisto (Fernsehreihe)
- 2024: Zwei gegen die Bank (Fernsehfilm)
- 2024: Hunyadi – Aufstieg zur Macht (Rise of the Raven, Fernsehserie)
- 2024: Achtsam Morden (Netflix-Miniserie)
- 2024: Turmschatten (Miniserie)
- 2025: Brick

## Auszeichnung

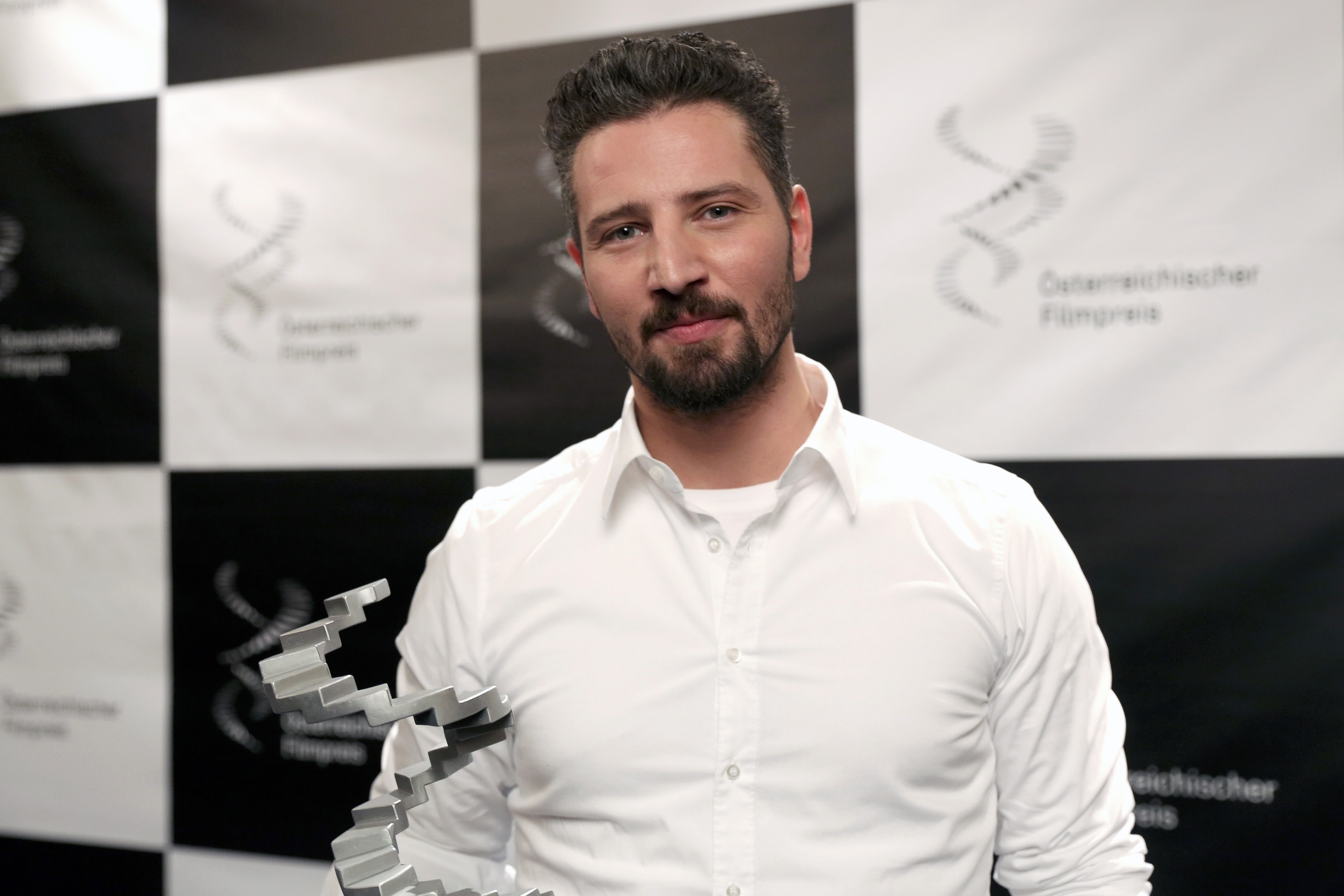
Murathan Muslu mit dem Österreichischen Filmpreis 2015

- 2014: Preis für die beste darstellerische Leistung beim Filmkunstfest Mecklenburg-Vorpommern für Risse im Beton[2]
- 2015: Österreichischer Filmpreis: Bester männlicher Darsteller für seine Rolle in Risse im Beton[3]
- 2015: Diagonale-Schauspielpreis für seine Rolle in Risse im Beton[4]